# Bathyspinula pelvisshikokuensis
Bathyspinula pelvisshikokuensis is een tweekleppigensoort uit de familie van de Bathyspinulidae. De wetenschappelijke naam van de soort is voor het eerst geldig gepubliceerd in 1975 door Okutani.